# Caroline Augusta Foley Rhys Davids
Caroline Augusta Foley Rhys Davids (1857–1942) fue una especialista y traductora británica del idioma Pali, y desde 1923-1942 presidenta de la Pali Text Society, que fue fundada por su marido Thomas William Rhys Davids con quien se casó en 1894.

## Primeros años y educación
Caroline Augusta Foley Rhys Davids nació el 27 de septiembre de 1857 en Wadhurst, East Sussex, Inglaterra, de John Foley y Caroline Elizabeth Foley (nombre de soltera Caroline Elizabeth Windham). Caroline nació en una familia con una larga historia eclesiástica — su padre, John Foley, sirvió como vicario de Wadhurst de 1847-88; su abuelo y su bisabuelo habían sido rector de Holt, Worcestershire y vicario de Mordiford, Herefordshire, respectivamente. Ella estudió en el University College de Londres estudiando principalmente economía, filosofía y psicología. Mientras estudiaba allí, comenzó también a estudiar sánscrito bajo Reinhold Rost. Como estudiante, ya era una prolífica escritora y una firme defensora de los movimientos para el alivio de la pobreza, los derechos del niño y el sufragio femenino. Terminó su licenciatura en 1886 y su maestría en 1889.

## Matrimonio y carrera
Un amigo en común presentó a Caroline y su futuro marido Thomas William Rhys Davids, sabiendo que ambos compartían un interés por los estudios índicos, y se casaron poco después. T. W. Rhys Davids animó a Caroline para realizar estudios budistas y hacer investigación sobre psicología budista y el lugar de la mujer en el budismo. Así, entre sus primeros trabajos estuvo una traducción del Dhammasangani, un texto del Theravada Abhidhamma-pitaka, que publicó bajo el título A Buddhist manual of psychological ethics: Being a translation, now made for the first time, from the original Pali, of the first book in the Abhidhamma Piṭaka, entitled: Dhamma-sangaṇi (Compendium of States or Phenomena) (1900); una segunda traducción antigua fue el Therigatha, una obra canónica de versos tradicionalmente atribuida a antiguos monjes budistas (bajo el título Psalms of the Sisters [1909]).
Obtuvo el cargo de profesora en filosofía hindú en la Universidad de Mánchester en 1910, cargo que desempeñó hasta 1913. Entre 1918 y 1933 trabajó como profesora en historia del budismo en la Escuela de Estudios Orientales (más tarde rebautizada como Escuela de Estudios Orientales y Africanos). Mientras enseñaba, desempeñó al mismo tiempo el cargo de Secretaria Honoraria de la Pali Text Society, que había sido fundada por su marido para transcribir y traducir textos budistas en Pali. Mantuvo esa posición desde 1907 hasta la muerte de su marido en 1922; al año siguiente, ella tomó su lugar como Presidente de la Sociedad.
Sus traducciones de textos en pali fueron a veces ideosincráticas pero su contribución fue considerable. Fue uno de los primeros estudiosos que intentaron traducir textos Abhidhamma, conocidos por su complejidad y el difícil uso de lenguaje técnico. También tradujo amplias porciones del Sutta-pitaka, o editó y supervisó las traducciones de otros estudiosos de la Pali Text Society. Más allá de esto, también escribió numerosos artículos y libros de divulgación sobre budismo; es probable que en estos manuales y artículos de revistas se pueda ver por primera vez su polémico cambio de actitud hacia varios puntos clave de la doctrina Theravada. Aunque a principios de su carrera aceptó las creencias más tradicionales sobre las enseñanzas budistas, más tarde en la vida rechazó el concepto de anatta como una enseñanza budista "original". Parece haber influido en varios de sus estudiantes en esta dirección, incluyendo a Ananda Coomaraswamy, F. L. Woodward e Isaline Blew Horner.

## Influencia del espiritismo
A diferencia de su marido, C. A. F. Rhys Davids estuvo fuertemente influenciada por el espiritismo y, posiblemente, por la teosofía. De los dos, fue probablemente el espiritismo y su propia educación en psicología bajo George Croom Robertson en la University College de Londres los que más influyeron en su posterior reinterpretación del budismo. Parece haber tenido poca interacción real con grupos teosóficos hasta muy tarde en su carrera, e incluso puede ser vista la crítica hacia la creencia teosófica en algunas de sus obras. Estuvo particularmente involucrada en diversas formas de comunicación psíquica con la muerte, primero tratando de llegar a su hijo fallecido a través de sesiones de espiritismo y luego a través de la escritura automática. Más tarde afirmó haber desarrollado clariaudiencia, así como la capacidad de pasar al otro mundo al soñar. Guardó extensos cuadernos de escritura automática, con apuntes sobre la vida después de la muerte y diarios que detallan sus experiencias, los cuales son preservados por la Universidad de Londres.

## Familia

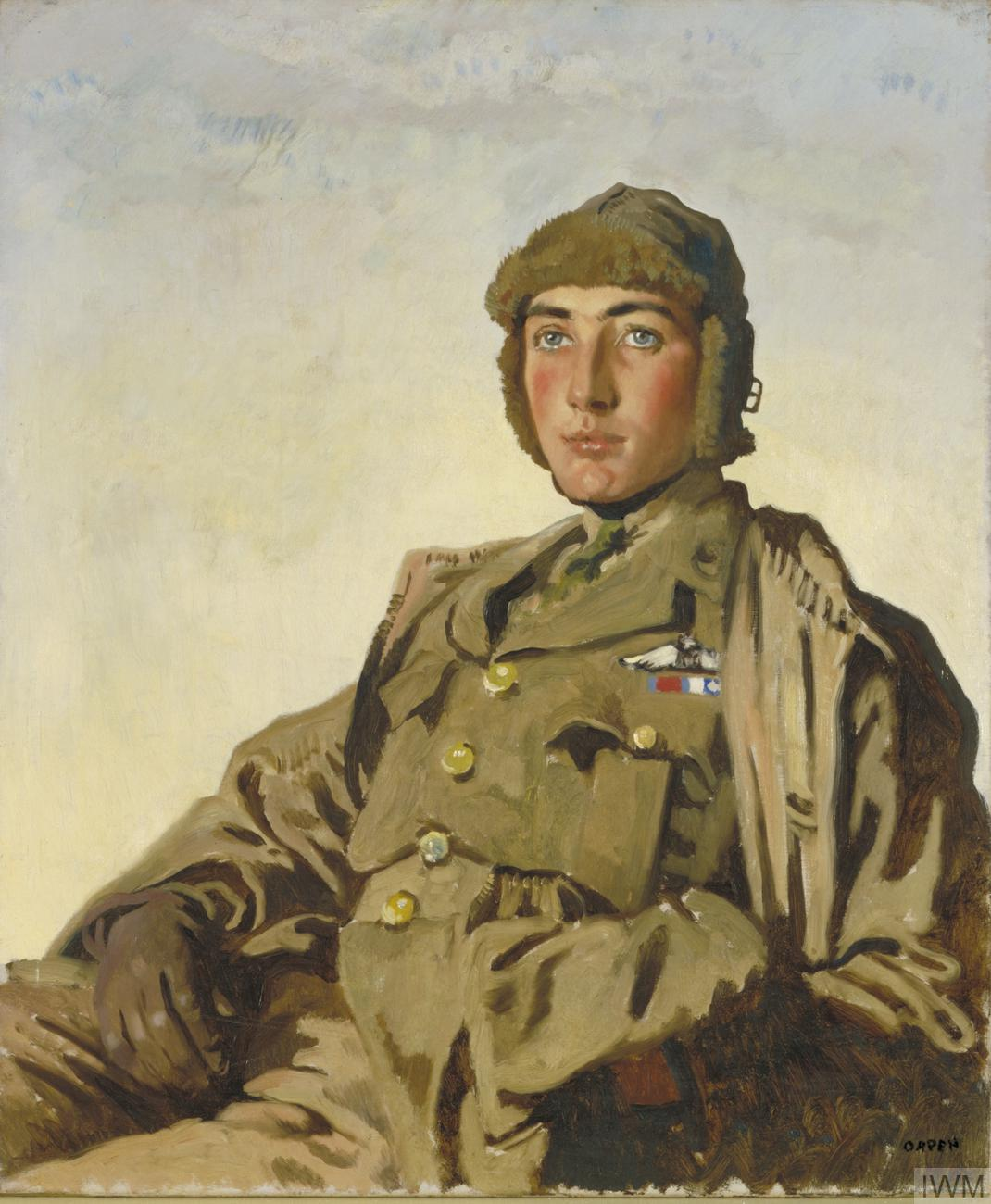
Arthur Rhys Davids. Murió en acción el 23 de octubre de 1917.

Caroline y Thomas tuvieron tres hijos, Vivien Brynhilda (1895), Nesta Enid (1900) y Arthur Rhys Davids (1897), un as de la aviación que fue declarado muerto en acción durante una batalla aérea en 1917. Caroline A. F. Rhys Davids murió repentinamente en Chipstead, Surrey, el 26 de junio de 1942. Tenía 84 años.

## Obras y traducciones

### Libros
- Buddhism: A Study of the Buddhist Norm (1912)
- Buddhist Psychology: An Inquiry into the Analysis and Theory of Mind in Pali Literature (1914)
- Old Creeds and New Needs (1923)
- The Will to Peace (1923)
- Will & Willer (1926)
- Gotama the Man (1928)
- Sakya: or, Buddhist Origins (1928)
- Stories of the Buddha: Being Selections from the Jataka (1929)
- Kindred Sayings on Buddhism (1930)
- The Milinda-questions: An Inquiry into its Place in the History of Buddhism with a Theory as to its Author (1930)
- A Manual of Buddhism for Advanced Students (1932)
- Outlines of Buddhism: A Historical Sketch (1934)
- Buddhism: Its Birth and Dispersal (1934) - A completely rewritten work to replace Buddhism: A Study of the Buddhist Norm (1912)
- Indian Religion and Survival: A Study (1934)
- The Birth of Indian Psychology and its Development in Buddhism (1936)
- To Become or not to Become (That is the Question!): Episodes in the History of an Indian Word (1937)
- What is your Will (1937) - A rewrite of Will & Willer
- What was the original gospel in 'Buddhism'? (1938)
- More about the Hereafter (1939)
- Wayfarer's Words, V. I-III - A compilation of most of C. A. F. Rhys Davids articles and lectures, mostly from the latter part of her career. V. I (1940), V. II (1941), V. III (1942 - posthumously)

### Traducciones
- A Buddhist manual of psychological ethics or Buddhist Psychology, of the Fourth Century B.C., being a translation, now made for the first time, from the Original Pāli of the First Book in the Abhidhamma-Piţaka, entitled Dhamma-Sangaṇi (Compendium of States or Phenomena) (1900). (Includes an original 80 page introduction.) Reprint currently available from Kessinger Publishing. ISBN 0-7661-4702-9.
- Psalms of the Early Buddhists: Volume I. Psalms of the Sisters. By C. A. F. Rhys Davids. London: Pali Text Society, 1909, at A Celebration of Women Writers
- Points of controversy; or, Subjects of discourse; being a translation of the Kathā-vatthu from the Abhidhamma-piṭaka, Co-authored with Shwe Zan Aung (1915)

### Artículos
- The Patna Congress and the "Man" By C. A. F. Rhys Davids. The Journal Of The Royal Asiatic Society of Great Britain And Ireland. (1929) pp. 27–36
- The Soul-Theory in Buddhism By C. A. F. Rhys Davids. The Journal of the Royal Asiatic Society of Great Britain and Ireland (1903) pp. 587–591
- Buddhism and Ethics By C. A. F. Rhys Davids. The Buddhist Review Vol. 1 No. 1. (1909) pp. 13–23
- Pali Text Society By Shwe Zan Aung and C. A. F. Rhys Davids. The Journal of the Royal Asiatic Society. (1917) pp. 403–406
- Original Buddhism and Amṛta By C. A. F. Rhys Davids. Melanges chinois et bouddhiques. July 1939. pp. 371–382
- Intellect and the Khandha Doctrine By C. A. F. Rhys Davids. The Buddhist Review. Vol. 2. No. 1 (1910) pp. 99–115
- Notes on Early Economic Conditions in Northern India By C. A. F. Rhys Davids. The Journal of the Royal Asiatic Society of Great Britain and Ireland. (1901) pp. 859–888
- On the Will in Buddhism By C. A. F. Rhys Davids. The Journal of the Royal Asiatic Society of Great Britain and Ireland. (1898) pp. 47–59